# BauMax
BauMax byl v letech 1978–2015 rakouský řetězec hobbymarketů. Na vrcholu svého podnikání kolem roku 2010 řetězec podnikal v devíti zemích Evropy, záhy se však kvůli špatnému plánování a investicím dostal do finančních problémů, které vedly až k jeho likvidaci a prodeji. V Česku se novým majitelem většiny prodejen bauMax stal polský řetězec Merkury Market, značka bauMax však zůstala zachována.

## Historie

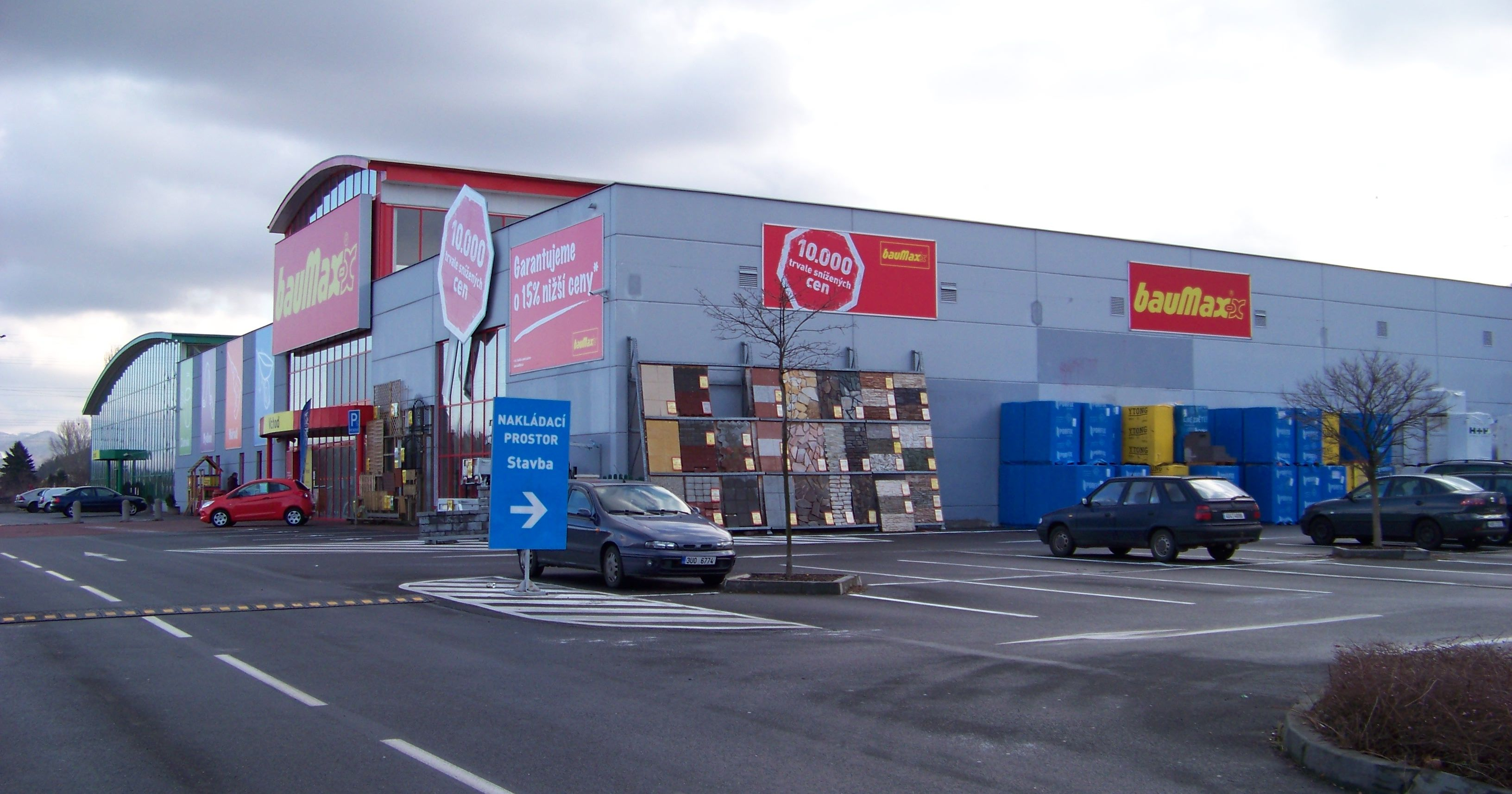
bauMax v Ústí nad Labem-Všebořicích (2012)

### Vznik
Zakladatelem řetězce byl Rakušan Karlheinz Essl, jenž v roce 1976 otevřel svůj první hobbymarket ve městě Kindberg ve Štýrsku, tehdy pod značkou Hobbymax. První prodejna pod názvem bauMax byla otevřena o dva roky později v Mauthausenu. Během 80. let se řetězec stal jedničkou na rakouském trhu a začal zvažovat zahraniční expanzi.

### Expanze do zahraničí

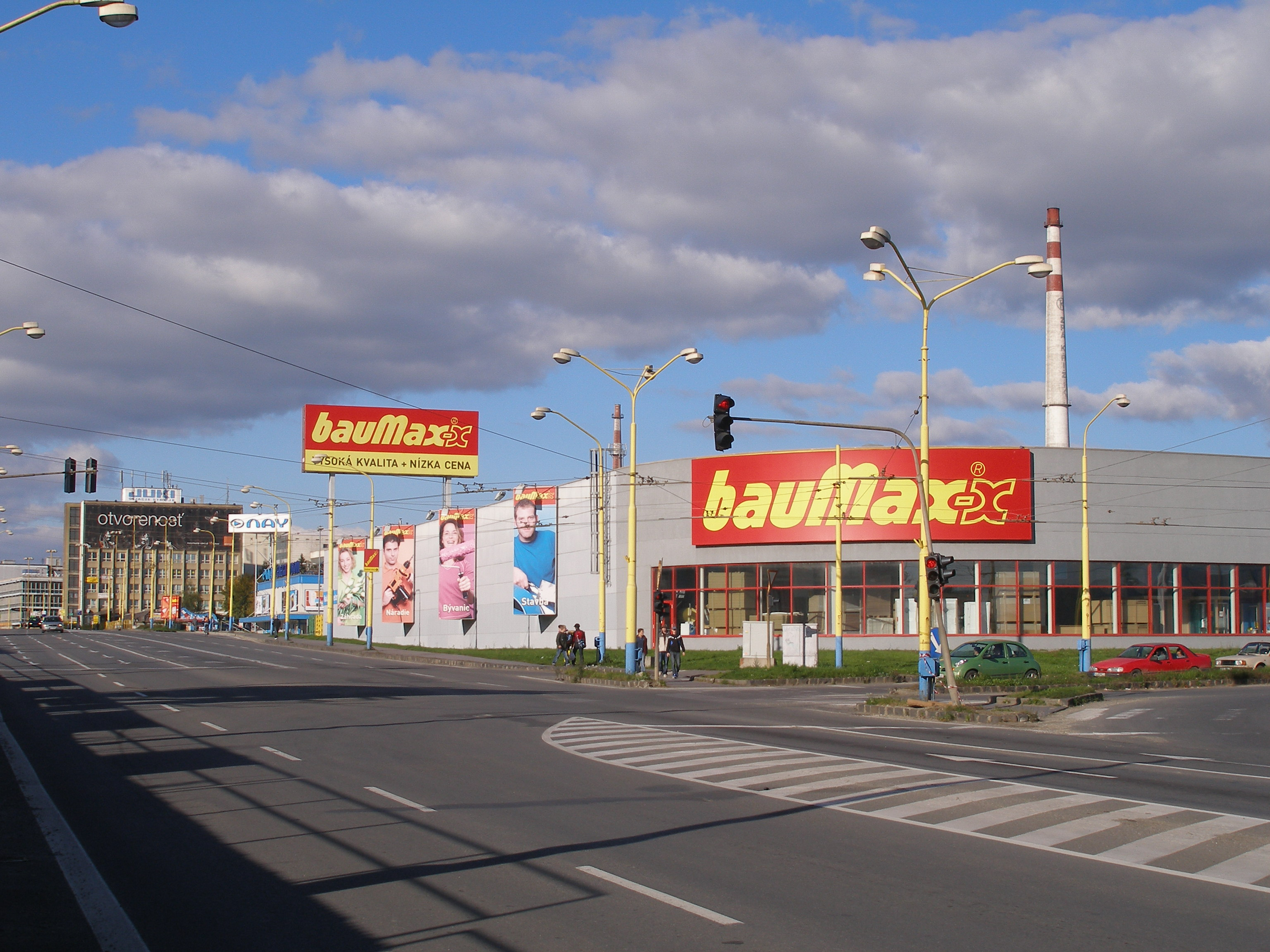
bauMax v Prešově (2007)

BauMax měl původně začít budovat síť prodejen v Bavorsku, v souvislosti s pádem železné opony však své rozhodnutí změnil a zaměřil se na země střední a východní Evropy. Essl byl prý k tomuto kroku inspirován návštěvou Prahy v zimě 1989, během které viděl rozpadající se fasády zdejších domů a napadlo ho, že zde bude po stavebních materiálech velká poptávka.
Česko bylo spolu s Maďarskem mezi prvními zeměmi, kam řetězec v roce 1992 expandoval. Z dalších trhů následovalo Slovensko (1994), Slovinsko (1995) a Chorvatsko (2000). V novém tisíciletí řetězec vstoupil na trh také v Rumunsku (2006) a Bulharsku (2008). Poslední zemí, kam řetězec vstoupil, se v roce 2010 stalo Turecko. V roce 2011 měl bauMax v devíti zemích kolem 160 prodejen a 9 000 zaměstnanců.

### Zánik
Rychlá zahraniční expanze v kombinaci s velkou recesí řetězec finančně vyčerpala. Podnikání se ponořilo do ztráty a narůstal také bankovní dluh. Už v roce 2011 bauMax vykázal koncernovou ztrátu 57 mil. €, o dva roky později 189 mil. €. Přes plány na restrukturalizaci i mohutnou finanční podporu ze soukromých zdrojů rodiny Esslových se řetězec nepodařilo zachránit: v roce 2014 už jeho bankovní dluh činil více než 1 mld. €.
Postupně došlo k prodeji jednotlivých filiálek. V první vlně v roce 2014 bylo prodáno podnikání v Bulharsku (místnímu investorovi, který prodejny nyní provozuje pod názvem HomeMax) a Rumunsku (francouzskému řetězci Leroy Merlin). Uzavřeny byly prodejny v Turecku. Počátkem roku 2015 byly uzavřeny prodejny v Maďarsku (kde je později převzal nábytkářský řetězec XXXLutz), na jaře téhož roku na sebe podala návrh na insolvenci chorvatská filiálka. 68 prodejen ve zbývajících čtyřech zemích v létě 2015 odkoupilo OBI, 18 prodejen v Česku koupil polský Merkury Market, 6 prodejen v Rakousku tamní řetězec Hagebau a 1 prodejnu v Rakousku Hornbach. V Rakousku byly prodejny bauMax definitivně uzavřeny na konci října 2015, v Česku na konci listopadu.
Za příčiny neúspěchu bauMaxu byl kromě nezvládnuté expanze označen také nejednoznačný prodejní koncept, chybějící orientace na konkrétní cílovou skupinu zákazníků, špatně umístěné a příliš různorodé prodejny nebo nedostatky v řízení a managementu.
Merkury Market, který převzal 18 prodejen bauMax v Česku, se značku rozhodl zachovat. Obchody jsou nyní provozovány dceřinou společností BM Česko.

## BauMax vČesku

### Historie
V letech 1991–2015 bauMax v Česku podnikal prostřednictvím firmy BAUMAX ČSFR, později BAUMAX ČR, která byla vedena u Městského soudu v Praze a měla IČ 186 31 991. Do roku 2003 se jednalo o akciovou společnost, poté šlo o společnost s ručením omezeným. Firma do roku 1994 sídlila ve Fetrovské ulici na Hanspaulce v Praze 6, odkud přesídlila do areálu Pražské tržnice, a poté od roku 1998 do nového sídla v Türkově ulici na Chodově.
První prodejna bauMax v Česku vznikla v roce 1992 právě v hale 22 Pražské tržnice. V roce 2002 už měl bauMax v Česku 21 prodejen. Ve stejném roce utržil 4,295 mld. Kč se ziskem 70 mil. Kč. Firmě se dařilo i v dalších letech: v roce 2007 tržby vzrostly na 5,716 mld. Kč a čistý zisk na 216 mil. Kč. Počet prodejen spíše stagnoval, řetězec se soustředil na jejich zvětšování a nově otevírané prodejny nahrazovaly starší.
Do problémů se tuzemská filiálka dostala počátkem 10. let. V roce 2010 tržby klesly na 4,644 mld. Kč a řetězec se poprvé dostal do ztráty, tehdy ve výši 67 mil. Kč. Ztrátu potom každoročně při klesajících tržbách prohluboval, v roce 2011 na 131 mil. Kč a poté na 297 mil. Kč. Rok 2015, poslední rok své tuzemské maloobchodní činnosti, bauMax zakončil tržbami 3,176 mld. Kč a ztrátou 1,297 mld. Kč.
BauMax měl na konci svého působení v Česku 24 prodejen. Jako poslední byla otevřena prodejna v Praze-Michli, nahrazující prodejnu u sídla firmy na Chodově, a to v březnu 2013.
Ke konci října 2015 byly uzavřeny prodejny bauMax v Brně, Jihlavě, Liberci, Přerově, Zlíně a v Avion Shopping Parku Ostrava. S výjimkou Liberce a Ostravy tyto prodejny převzalo OBI a znovu je otevřelo v únoru 2016. Zbylých celkem 18 tuzemských prodejen, které převzal polský řetězec Merkury Market, fungovalo do konce listopadu 2015. Znovu pak byly pod značkou bauMax, ovšem již s novým majitelem, otevřeny na jaře 2016.
V objektu prodejny v ostravském nákupním parku vzniklo zábavní centrum s dráhou pro motokáry a lyžařským trenažérem. Liberecká prodejna v roce 2023 zůstává z větší části bez využití, pouze v bývalém zahradním centru vzniklo koupelnové studio.
| Kraj            | Počet prodejen | Lokace                                         |
| --------------- | -------------- | ---------------------------------------------- |
| Jihočeský       | 2              | České Budějovice, Tábor                        |
| Jihomoravský    | 2              | Brno (Horní Heršpice), Znojmo                  |
| Karlovarský     | 1              | Karlovy Vary                                   |
| Královéhradecký | 1              | Hradec Králové                                 |
| Liberecký       | 1              | Liberec                                        |
| Moravskoslezský | 3              | Frýdek-Místek, Ostrava (Avion, Mariánské Hory) |
| Olomoucký       | 2              | Olomouc, Přerov                                |
| Pardubický      | 1              | Pardubice                                      |
| Plzeňský        | 1              | Plzeň                                          |
| Praha           | 3              | Letňany, Michle, Stodůlky                      |
| Středočeský     | 2              | Kladno, Mladá Boleslav                         |
| Ústecký         | 3              | Chomutov, Most, Ústí nad Labem                 |
| Vysočina        | 1              | Jihlava                                        |
|                 |                |                                                |

### Současnost

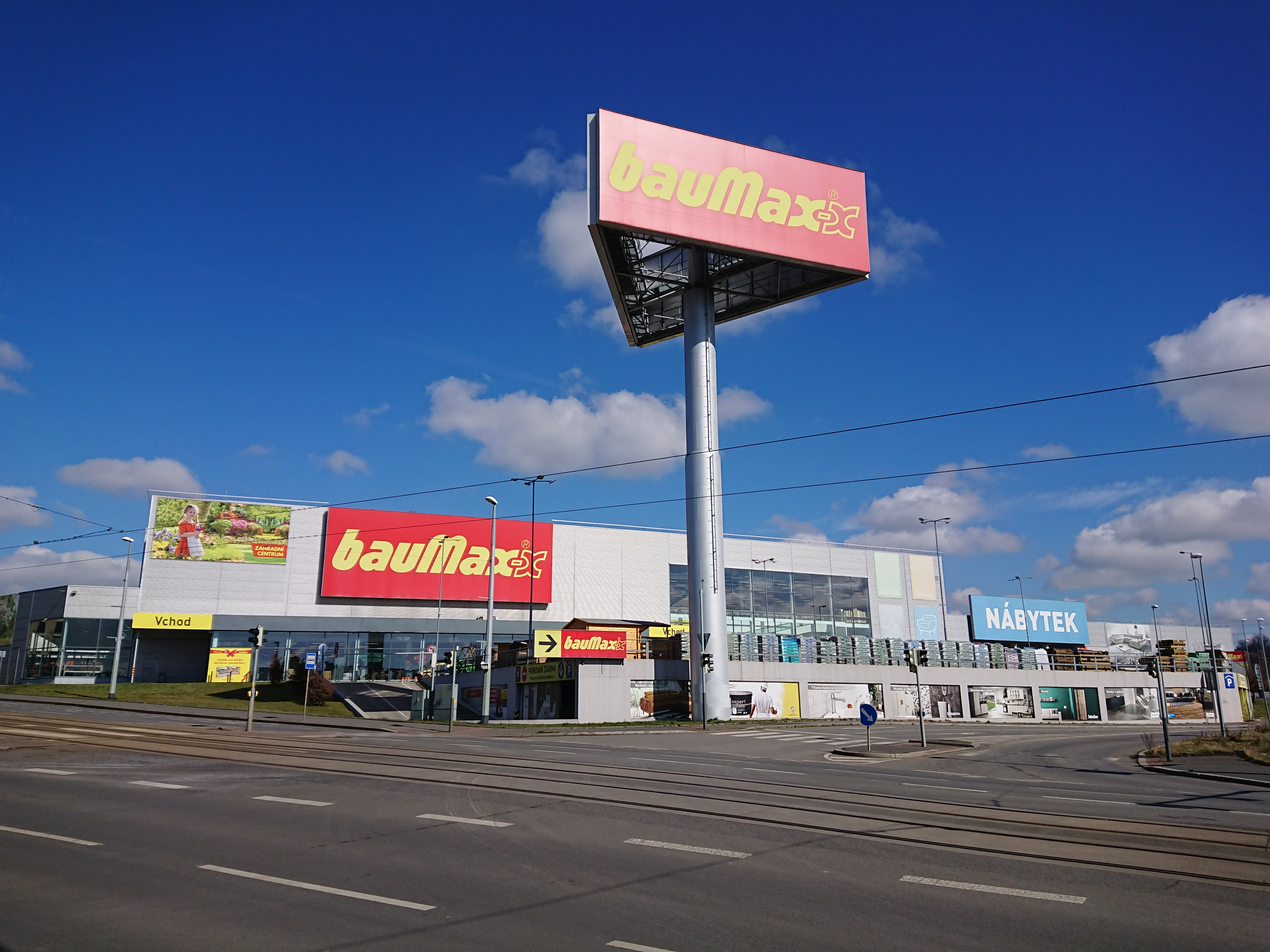
Prodejna bauMax v Praze-Michli

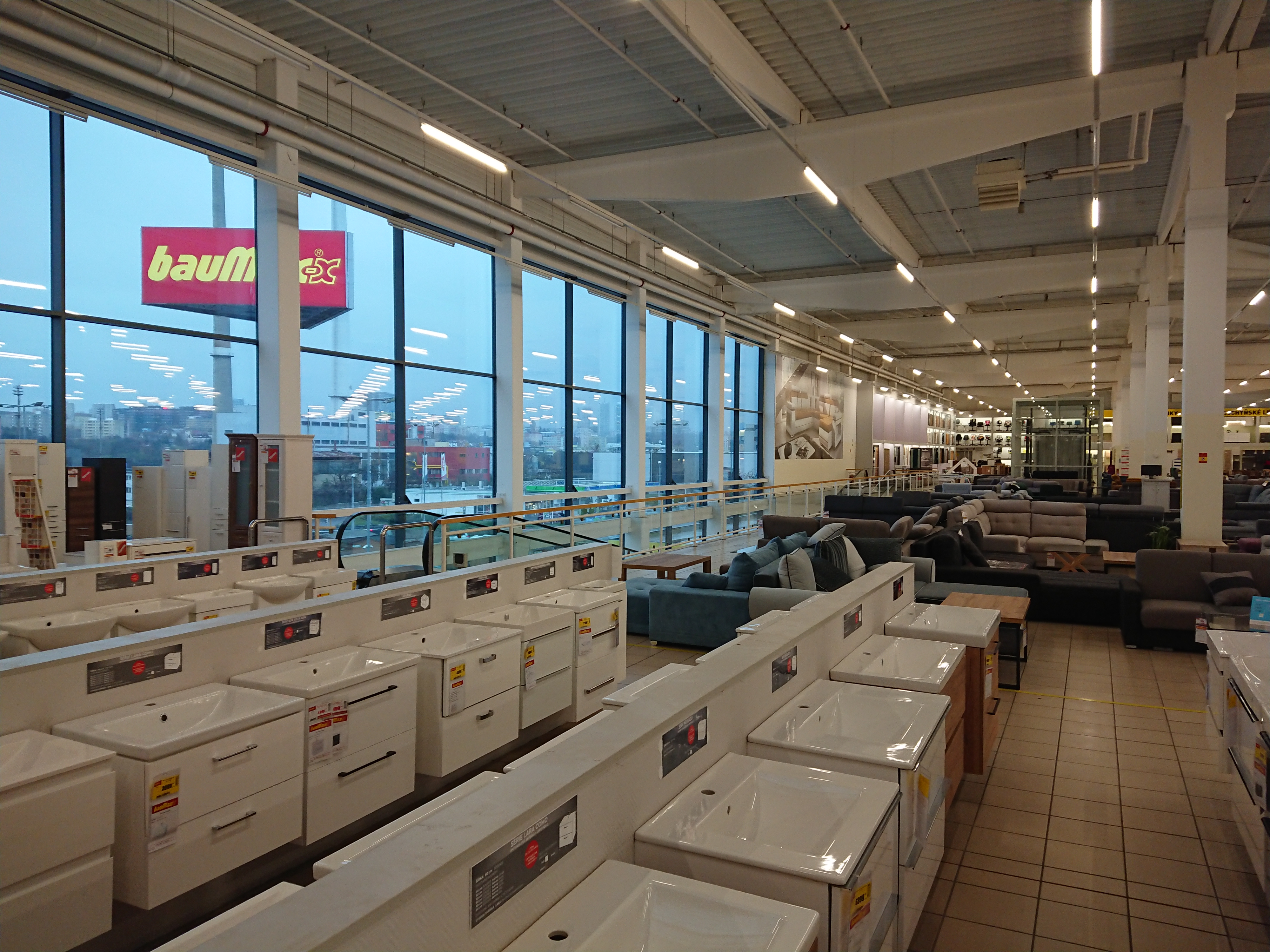
Interiér prodejny v Michli, horní patro s nábytkem

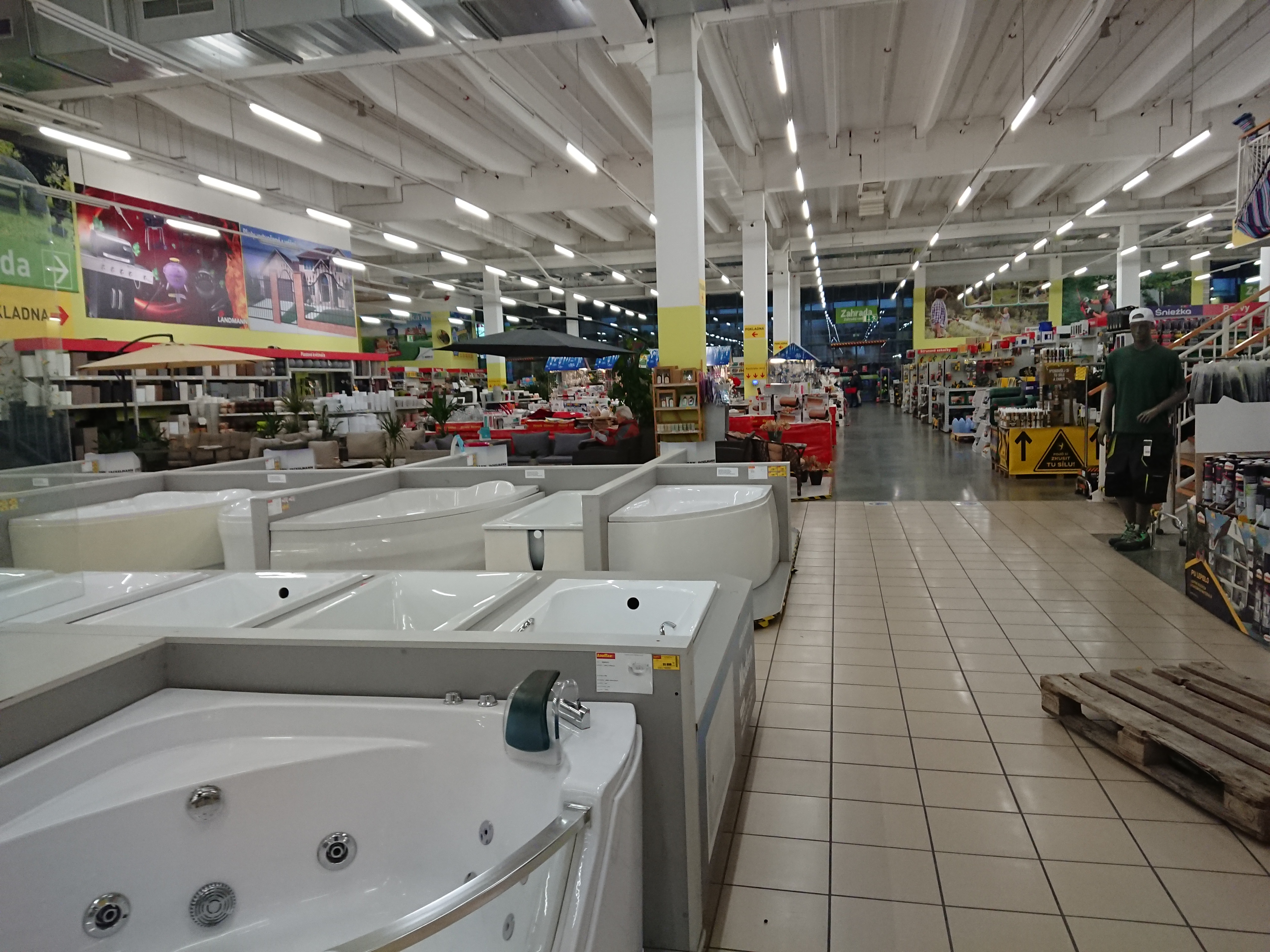
Interiér prodejny v Michli, dolní patro se sanitární technikou a nářadím

Merkury Market v Česku prodejny bauMax provozuje prostřednictvím firmy BM Česko s.r.o., která je vedena u Městského soudu v Praze a má IČ 043 35 813. Firma sídlí na stejném místě jako její předchůdce, tj. v bývalé prodejně v Türkově ulici na pražském Chodově.
V roce 2016, prvním roce obnoveného podnikání, bauMax skončil ve ztrátě 44 mil. Kč při tržbách 2,150 mld. Kč. Společnost to ve své výroční zprávě zdůvodnila úbytkem zákazníků v souvislosti s uzavřením prodejen. V následujícím roce se řetězec již dostal do černých čísel, když při tržbách 2,830 mld. Kč vykázal zisk 128 mil. Kč. V roce 2021 tržby stouply na 4,109 mld. Kč a zisk na 414 mil. Kč. BauMax byl s těmito tržbami 5. největším řetězcem hobbymarketů a celkově 37. největším řetězcem v tuzemsku podle žebříčku Top 50 Českého obchodu časopisu Zboží a prodej.
K 18 převzatým prodejnám v průběhu let přibyly další nově otevřené. V lednu 2020 bylo otevřeno nábytkové centrum v Karlových Varech (asi 500 m od prodejny se zbytkem sortimentu, v objektu, kde původně fungoval hypermarket Hypernova), v roce 2021 vznikly prodejny v Příbrami a Třebíči a v roce 2022 prodejna v Chebu (rovněž v někdejší Hypernově) a zahradní centrum v Avion Shopping Parku Brno. Existují plány na výstavbu prodejny v Šumperku. V únoru 2023 bylo v Česku 23 prodejen bauMax.
Oproti ostatním řetězcům tvoří v hobbymarketech bauMax větší část sortimentu nábytek. Od roku 2017 bauMax provozuje vlastní internetový obchod.
| Kraj            | Počet prodejen | Lokace                                  |
| --------------- | -------------- | --------------------------------------- |
| Jihočeský       | 2              | České Budějovice, Tábor                 |
| Jihomoravský    | 2              | Brno (Avion), Znojmo                    |
| Karlovarský     | 3              | Cheb, Karlovy Vary                      |
| Královéhradecký | 1              | Hradec Králové                          |
| Moravskoslezský | 2              | Frýdek-Místek, Ostrava (Mariánské Hory) |
| Olomoucký       | 1              | Olomouc                                 |
| Pardubický      | 1              | Pardubice                               |
| Plzeňský        | 1              | Plzeň                                   |
| Praha           | 3              | Letňany, Michle, Stodůlky               |
| Středočeský     | 3              | Kladno, Mladá Boleslav, Příbram         |
| Ústecký         | 3              | Chomutov, Most, Ústí nad Labem          |
| Vysočina        | 1              | Třebíč                                  |